# Benjamin Markarjan
Benjamin »Benik« Jegiševič Markarjan (armensko Բենիամին Եղիշեի Մարգարյան), armenski astrofizik, * 19. november 1913, Šulaver, Tifliska gubernija, Ruski imperij (sedaj Šahumjan, Gruzija), † 29. september 1985, Erevan, Armenska SSR, Sovjetska zveza (sedaj Armenija).
Po njem se imenuje Markarjanova veriga (galaksij), niz galaksij, ki se premika s skupnim gibanjem. Po njem se imenuje tudi katalog kompaktnih, optično nenormalno svetlih galaksij, ki vključuje tako zvezdne izbruhe in aktivna galaktivna jedra (AGN), znanih kot Markarjanove galaksije. Te galaksije so pomembne za razumevanje problemov razvoja galaksij.

## Življenje in delo
Že zelo zgodaj je izgubil starša. Diplomiral je z odliko leta 1938 na Oddelku za fiziko in matematiko Državne univerze v Erevanu. Med letoma 1938 in 1941 je bil zaposlen Na Dopisnem inštitutu v Erevanu kot višji predavatelj višje matematike.
Leta 1939 je začel podiplomski študij na armenski podružnici Akademije znanosti Sovjetske zveze in se specializiral za astrofiziko. Odšel je na leningrajsko državno univerzo, vendar mu je začetek vojne preprečil zaključiti študij. Vrnil se je v Armenijo, kjer so ga leta 1941 vpoklicali v vojsko. Služil je v Iranu v sovjetski Rdeči armadi.
Po vrnitvi iz vojske je delal kot višji znanstveni sodelavec erevanskega astronomskega observatorija. Leta 1944 je uspešno obranil kandidatsko disertacijo o odstopanjih  v vidni porazdelitvi zvezd in kozmični absorpciji.
Na Bjurakanskem astrofizikalnem observatoriju je bil od njegove ustanovitve leta 1946 in delal na teorijah nastajanja zvezd, jat galaksij in nadjat. Ukvarjal se je z zvezdnimi asociacijami na splošno in napisal prvi sistematični katalog O-asociacij. Za to delo je leta 1950 skupaj z Viktorjem Ambarcumjanom prejel Stalinovo nagrado.
V 1960-ih je intenzivno opazoval skupino galaksij z aktivnimi jedri, ki iz središča oddajajo posebno svetlo modro svetlobo z visokim ultravijoličnim kontinuumom (Seyfertove galaksije, blazarje in kvazarje). Nekaj sto teh teles je zbral v katalog, ki se sedaj imenuje Markarjanov katalog in obsega približno 1500 teles. Takšne galaksije se sezdaj imenujejo Markarjanove galaksije.
V 1970-ih je opazoval več galaksij v Jati v Devici, sedaj imenovane Markarjanova veriga.
Med letoma 1976 in 1979 je bil predsednik Komisije št. 28 »Galaksije« Mednarodne astronomske zveze.
Pokopan je v Armeniji, v provinci Aragacotn, na pokopališču vasi Bjurakan.